# Vogyani
Vogyani (macedónul: Воѓани) település Észak-Macedóniában, a Pelagonijai körzet Krivogastani járásában.

## Népesség
| Lakosok száma | 431  | 489  | 538  | 551  | 554  | 511  | 473  | 454  | 349  |
|               | 1948 | 1953 | 1961 | 1971 | 1981 | 1991 | 1994 | 2002 | 2021 |

- 2002-ben 454 lakosa volt, akik közül 452 macedón, 1 szerb és 1 egyéb.